# Pasquier Duhamel
Pasquier Du Hamel, parfois Pascal Duhamel, est le premier professeur de mathématiques nommé au collège royal. Né à Vouilly, en Normandie, nommé professeur en 1506, il commente et édite de rares ouvrages. Oronce Fine le seconde à partir de 1532. il meurt en octobre 1565 à Paris.

## Travaux
- une édition des Tables Alphonsines, d'après les travaux astronomiques d'Alphonse X. Intitulée : Divi Alphonsi Romanorvm et Hispaniarvm regis, Astronomicae tabulae in propriam integritatem restitutae: ad calcem adiectis tabulis quae in postrema editione deerant, cum plurimoru[m] locoru[m] correctione, & accessione variaru[m] tabellaru[m] ex diuersis autoribus huic operi insertaru[m] cùm in usus ubertate[m], tum difficultatis subsidiu[m] ... Qua in re Paschasius Hamellius ... sedula[m] operam suam praestitit, par Paschasius Hamellius Malhematicus insignis, Regius professor, publiées chez  Christiani Wecheli, en 1545[1]
- une édition de la Perspectiva communis de John Peckham, archevêque de Cantorbéry, livre d'optique, intitulé Perspectiva tribus libris succinctis denuo correcta, et figuris illustrata, par Pascasium Hamellium, édité chez Aegidium Gourbinum, à Paris, près du Collège Royal, en 1556[2],[3].
- un commentaire de l'Arénaire d'Archimede , dans une édition intitulée Paschasii hamellii regii mathematici Commentarius, éditée à Paris par Guilelmum Cauellat en 1557. Il en existe un exemplaire à la bibliothèque Barberina de Rome[4].

## Sources
- Sédillot, Les Professeurs de mathématiques et de physique générale au Collège de France, édité en 1869 à Rome, p. 16-23[5]